# Akeman Street

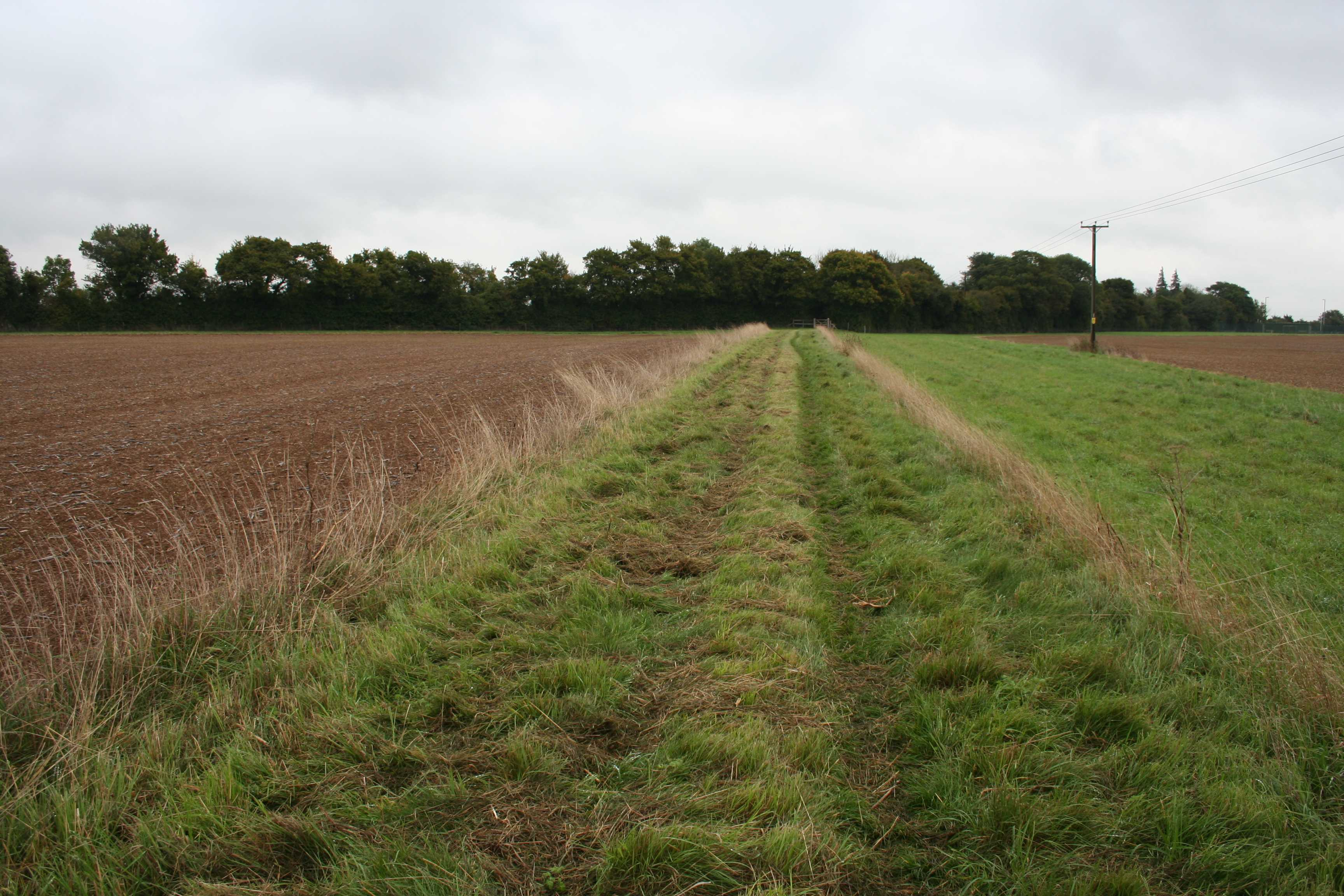
Akeman Street al nord de Woodstock

Akeman Street era una important via romana d'Anglaterra que connectava Watling Street, la via que venia de Londinum i anava a Dover, amb Fosse Way. La seva confluència amb Watligt Street era just al nord de Verulàmium (prop de l'actual St Albans) i la de Fosse Way era a Corinium Dobunnorum (actualment Cirencester).
L'origen del nom és incert, i s'ha pensat que era una paraula anglosaxona per referir-se a l'home-roure.
El seu curs travessa pobles i nuclis de població com Hemel Hempstead, Berkhamsted, Tring, Aylesbury, Alchester (als afores de la moderna Bicester), Chesterton, Kirtlington, Ramsden i Asthall.
Parts de la carretera entre Tring i Bicester fan servir actualment el curs de l'antiga via romana, amb el nom d'autopista A41. Una carretera menor entre Chesterton i Kirtlingon també utilitza el seu curs.